# میانبار
مینبار (به انگلیسی: Maianbar) یک حومه شهر در استرالیا است که در نیو ساوت ولز واقع شده‌است.